# Stadtbahn di Bielefeld
La Stadtbahn di Bielefeld è un sistema di trasporto che serve la città tedesca di Bielefeld. Si tratta di un sistema di "Stadtbahn" (letteralmente: ferrovia urbana), derivante dal potenziamento della vecchia rete tranviaria, le cui tratte centrali sono state interrate, rendendole simili a una metropolitana.

## Storia
La rete tranviaria di Bielefeld iniziò l'esercizio nel 1901.
Dopo la seconda guerra mondiale, a causa dell'aumento del traffico automobilistico, si decise di trasformare la rete in un sistema di "Stadtbahn", interrando le tratte centrali più critiche e costruendo sedi riservate nelle periferie.
Il 1º settembre 1969 iniziarono i lavori di costruzione della prima tratta interrata, lunga 750 m e comprendente la stazione di Beckhausstraße; la tratta venne aperta il 21 settembre 1971.
Dopo questa apertura, a causa della scarsità di finanziamenti i lavori si interruppero fino al 1977; nel frattempo erano entrate in servizio le prime vetture metrotranviarie tipo M.
Il sistema di Stadtbahn entrò in servizio il 28 aprile 1991 con l'apertura del tunnel centrale, comprendente le stazioni sotterranee di Hauptbahnhof, Jahnplatz, Nordpark e Wittekindstraße, che sostituì il tracciato tranviario in superficie. Il sistema ha conosciuto in seguito ulteriori estensioni.

## Rete
La rete si compone di 4 linee, che si sovrappongono nella tratta centrale interrata:
- 1 Schildesche - Senne
- 2 Altenhagen - Sieker
- 3 Babenhausen-Süd - Dürkopp Tor 6
- 4 Lohmannshof - Stieghorst Zentrum

La rete ha una lunghezza totale di 74,1 km. Vi sono 62 fermate, di cui 7 sotterranee, di tipo metropolitano; fra le fermate in superficie, 42 hanno comunque banchine alte, consentendo l'incarrozzamento a livello.
I binari hanno scartamento metrico, come la precedente rete tranviaria.

## Mezzi

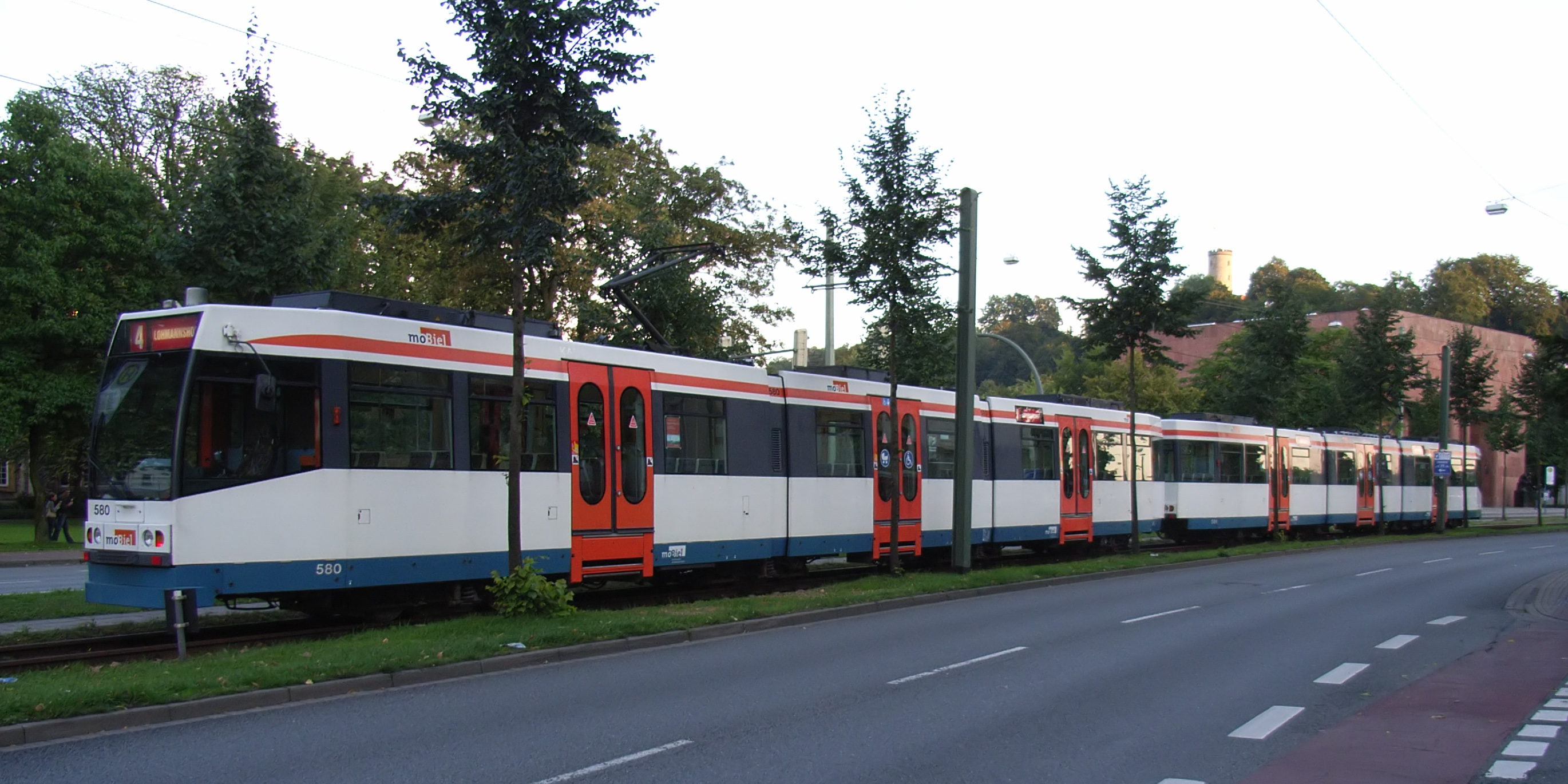
Elettromotrici M8D in doppia trazione

Sono in servizio 74 elettromotrici tipo M, dei sottotipi M8C (bidirezionali) e M8D (monodirezionali), che vengono utilizzati anche in doppia trazione con una capacità massima di 390 passeggeri.
Sono attualmente (2012) in consegna nuove elettromotrici tipo GTZ8-B.

### Fonti
- (DE) Robert Schwandl, Schwandl’s Tram Atlas Deutschland, 2ª ed., Robert Schwandl Verlag, 2009,  pp. 48-49, ISBN 978-3-936573-09-1.

### Testi di approfondimento
- (DE) Fritz D. Kegel, U-Bahnen in Deutschland. Planung Bau Betrieb, Düsseldorf, Alba Buchverlag, 1971,  pp. 29-30, ISBN non esistente.
- Egon Brogi, Bielefeld, Die Stadtbahn - Freie Bahn auf der ganzen Linie, Waldbröl, 1991. ISBN 3-9802690-0-0